# Сергунин, Юрий Николаевич
Юрий Николаевич Сергунин (27 августа 1927 — 8 декабря 1993) — советский военный, государственный и политический деятель, генерал-лейтенант.

## Биография
Родился в 1927 году в Коровине. Член КПСС.
С 1945 года — на военной службе, общественной и политической работе. В 1945—1985 гг. — выпускник 13-й Киевской артиллерийской спецшколы в городе Бугуруслане, командир взвода батареи самодвижущихся пушек, командир батареи безоткатных орудий парашютно-десантного полка, участник подавления Венгерского восстания, командир дивизиона ракетного полка в городе Славуте, заместитель командира ракетного полка в Сарыозеке, заместитель командира ракетного полка в Джамбуле, командир ракетного полка, командир технической ракетной базы дивизии в Жангызтобе, заместитель командира ракетной дивизии в Державинске Тургайской области, командир Домбаровской ракетной дивизии, первый заместитель командующего Омской ракетной армии, начальник полигона Байконур, старший инженер специального наладочно-монтажного треста «Спецмашмонтаж».
Избирался депутатом Верховного Совета Казахской ССР 10-го созыва.
Умер в Химках в 1993 году.